# NGC 582
NGC 582 é uma galáxia espiral barrada (SBb) localizada na direcção da constelação de Triangulum. Possui uma declinação de +33° 28' 32" e uma ascensão recta de 1 horas, 31 minutos e 58,2 segundos.
A galáxia NGC 582 foi descoberta em 9 de Agosto de 1863 por Heinrich Louis d'Arrest.